# Ernst Mach
Ernst Mach [êrnst máh], avstrijski fizik in filozof, * 18. februar 1838, Turas na Moravskem (sedaj Chrlice, del Brna, Češka), † 19. februar 1916, Haar pri Münchnu, Nemško cesarstvo (sedaj Nemčija).

## Življenje in delo
Mach se je do 14. leta učil doma, za kratek čas odšel na gimnazijo in se s 17. leti vpisal na Univerzo na Dunaju. Tu je študiral matematiko, fiziko in filozofijo. Iz fizike je doktoriral leta 1860 na Univerzi na Dunaju pod von Ettingshausenovim mentorstvom z dizertacijo O razelektrenju in indukciji (Über elektrische Entladung und Induktion). 
Bil je soustanovitelj empiriokriticizma. V začetku se je usmeril na preučevanje Dopplerjevega pojava v optiki in akustiki. Leta 1864 je postal profesor matematike v Gradcu in leta 1866 še profesor fizike. V tem času ga je zanimala tudi fiziologija zaznavanja s čutili. Leta 1867 je postal profesor eksperimentalne fizike na Karlovi univerzi v Pragi. 
Največ se je ukvarjal z gibanjem teles v zraku, kjer je znano Machovo število, ki je pomembno na področju aerodinamike in hidrodinamike. Upravičeno in neupravičeno je kritiziral Einsteinovo splošno teorijo relativnosti, kjer je znano Machovo načelo iz leta 1893.
Na področju zaznavanja s čutili je najbolj znana optična prevara z imenom Machova vez (verjetno pravilneje Machov trak).
Mach se je leta 1895 vrnil na Univerzo na Dunaju kot profesor induktivne filozofije, dve leti kasneje pa ga je doletela kap in je leta 1901 prenehal tvorno raziskovati. Tedaj so ga izvolili v Avstrijski parlament. V pokoju je nadaljeval s predavanji in izdajanjem člankov.
Machova družina je imela posestvo blizu Novega mesta, še danes se vzpetina tam blizu imenuje Machov hrib.

## Priznanja

### Poimenovanja
Po njem se imenuje udarni krater Mach na Luni in asteroid glavnega pasu 3949 Mach.